# Fàbrica Casaramona
La Fàbrica Casaramona (també escrit Casarramona) és un conjunt arquitectònic modernista que ocupa tota una illa de cases al peu de la muntanya de Montjuïc, declarat monument nacional pel Ministeri d'Educació i Ciència el 9 de gener del 1976, juntament amb altres obres de Puig i Cadafalch. Des del 2002 és la seu del centre cultural CaixaForum Barcelona.

## Història
El 1909, l'industrial tèxtil Casimir Casaramona i Puigcercós, especialitzat en la confecció de mantes i tovalloles, va decidir concentrar la producció en una nova fàbrica al carrer de Mèxic, prop de la futura plaça d'Espanya, i va encarregar el projecte a l'arquitecte Josep Puig i Cadafalch. El 9 de març del 1911, la seva fàbrica del carrer de Sant Rafael, 17 va ser destruïda per un incendi, la qual cosa va impulsar la construcció de la nova, inaugurada el 1913 i que va guanyar el Concurs anual d'edificis artístics de l'Ajuntament de Barcelona.
Casaramona va morir el 18 de maig del mateix any, i el negoci va passar a mans del del seu fill August, però durà pocs anys, i va tancar abans del 1920. Les seves naus van servir com a magatzems de l'Exposició Internacional de 1929, i durant la Segona República s'hi va instal·lar la Guàrdia Civil. Després de la Guerra Civil i fins al 1992, va allotjar les cavallerisses i el parc mòbil de la Policia Nacional.

### Rehabilitació
El 1963, l'antiga fàbrica va ser adquirida per la Caixa de Pensions per a la Vellesa i d'Estalvis, que a partir del 1993 va rehabilitar-la per a instal·lar-hi el centre cultural CaixaForum Barcelona, inaugurat el 2002. A la primera fase, de consolidació i restauració, encomanada a un arquitecte especialista en modernisme, Francisco Javier Asarta, s'hi va recuperar l’aspecte extern original, els elements decoratius en pedra, maó i ferro i se'n van eliminar els afegits. Durant la segona fase, desenvolupada pels arquitectes Roberto Luna i Robert Brufau, es va construir un gran vestíbul subterrani i es van adaptar els tallers de la fàbrica com a sales d'exposicions. El projecte va permetre guanyar 5.000 m² subterranis i la creació d'una nova entrada. Finalment, es van projectar l'auditori, la mediateca, els magatzems i altres espais de la planta baixa, i es va encarregar a l'arquitecte japonès Arata Isozaki i a Roberto Luna la integració dels accessos exteriors amb el vestíbul. Isozaki va dissenyar la monumental estructura de vidre i acer, en forma d'arbre. El pati anglès és de pedra calcària en referència al Pavelló d'Alemanya que Mies van der Rohe va projectat just al davant per a l'Exposició Internacional de 1929.

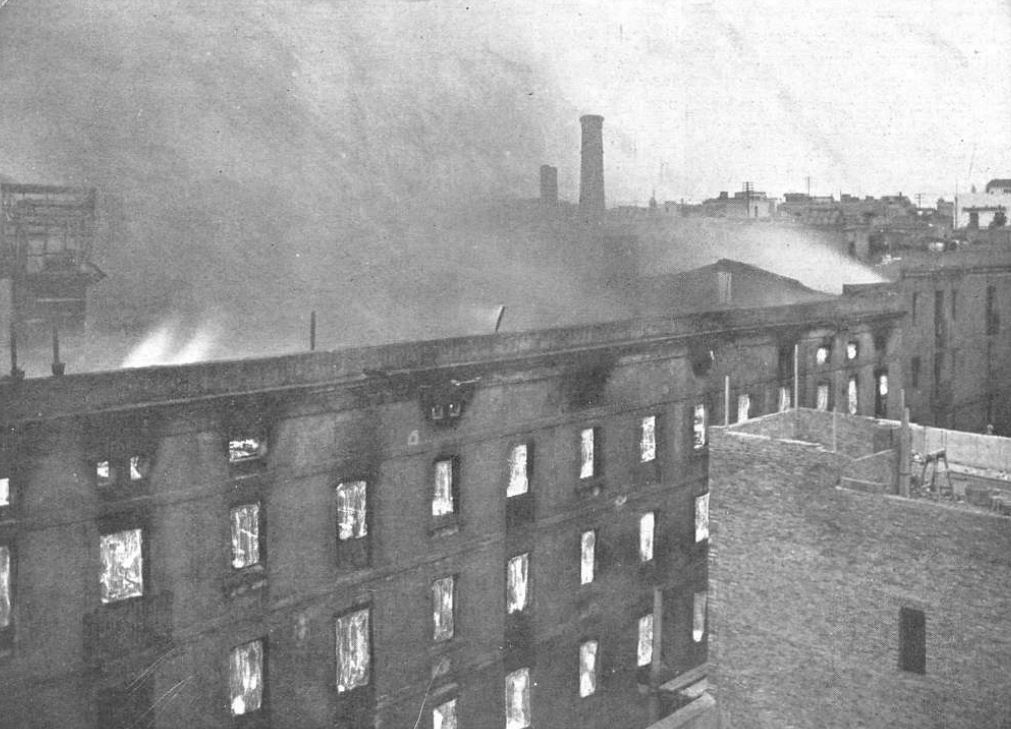
Incendi a la fàbrica Casaramona del carrer de Sant Rafael el 1911

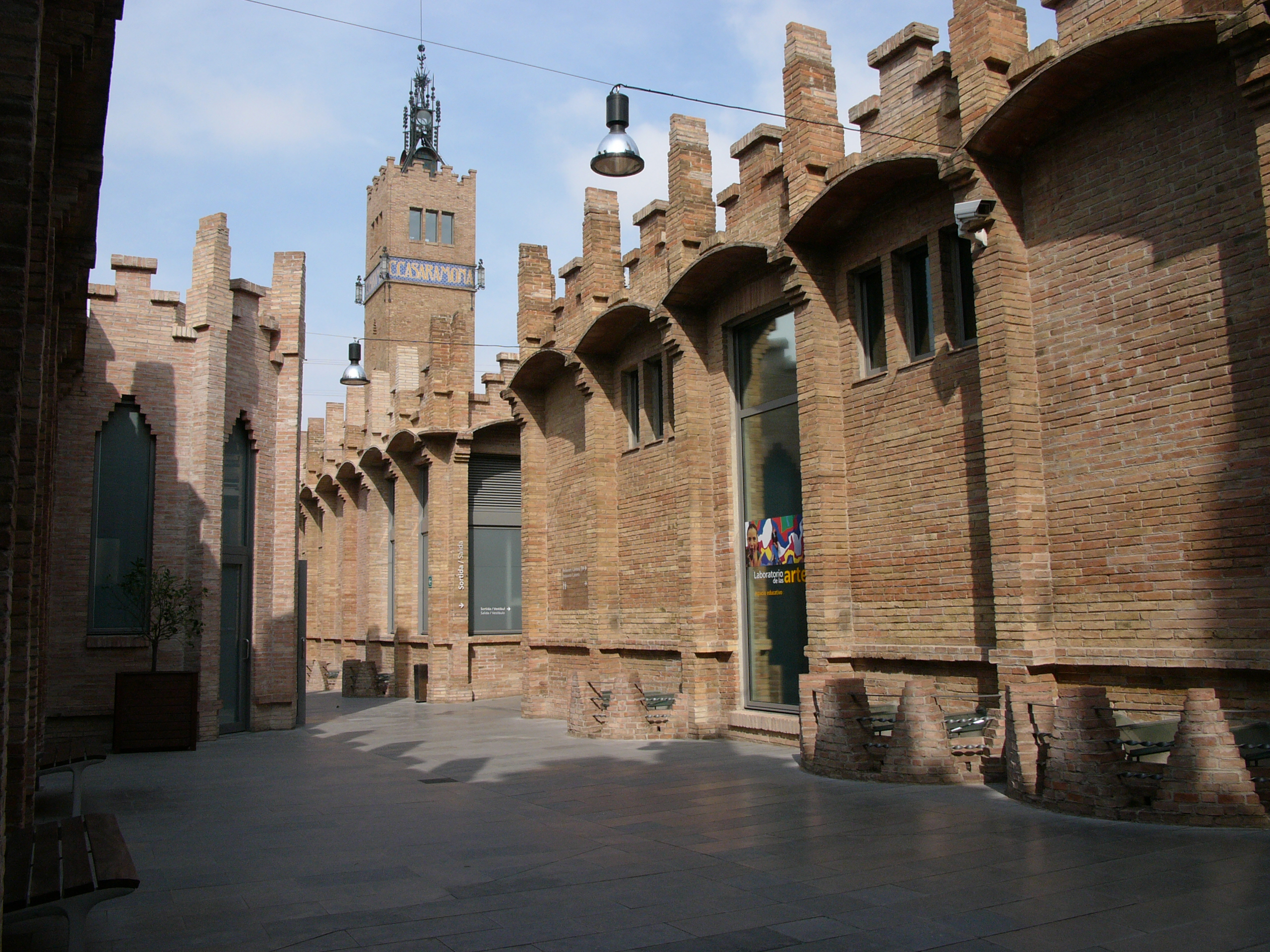
Actual aspecte de la fàbrica Casaramona

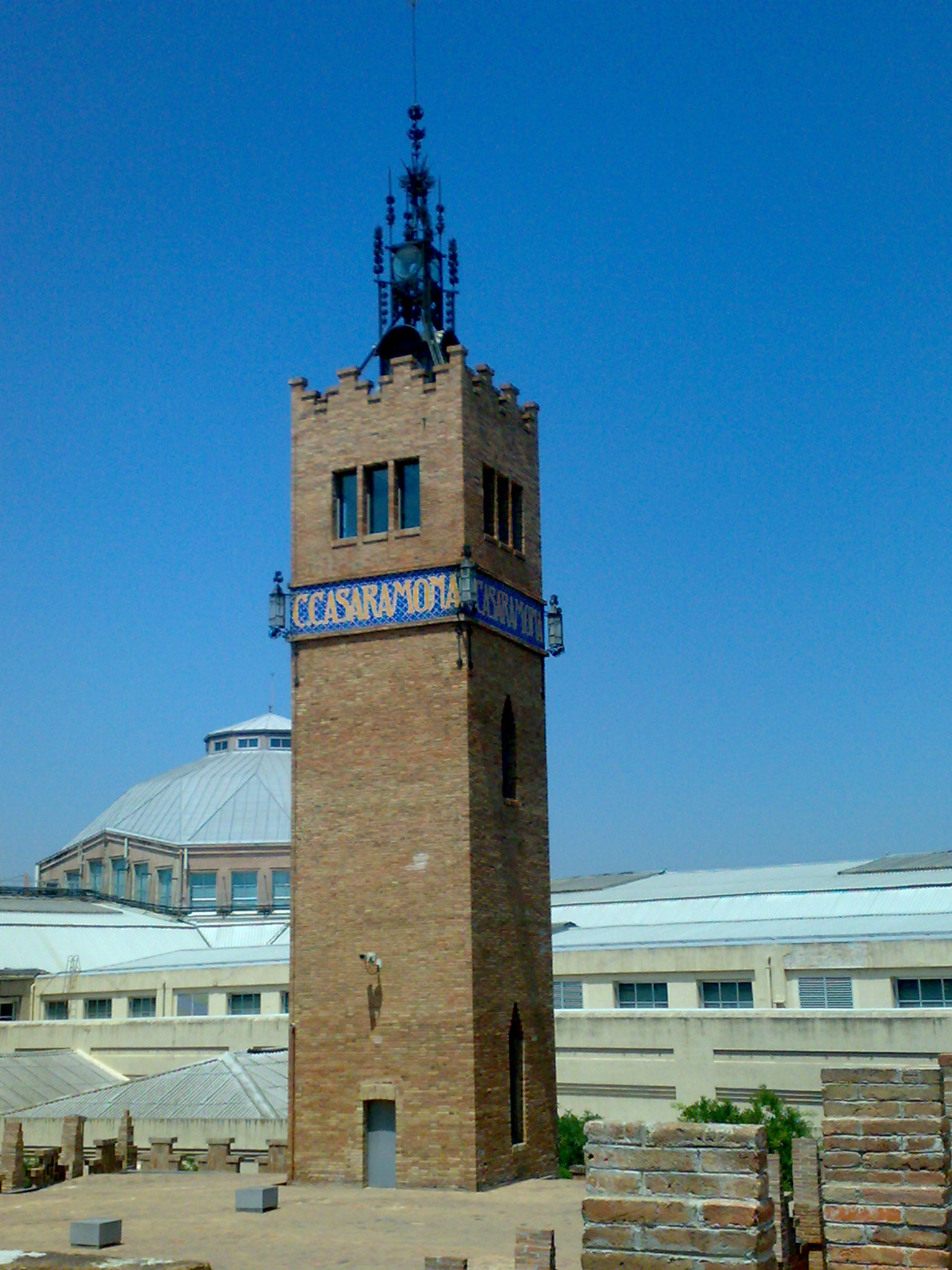
Torre, antic dipòsit d'aigua

## Descripció
L'antiga fàbrica de filats i teixits Casaramona és un conjunt de gran coherència formal, format per un seguit d'edificacions (onze cossos de superfícies i alçades diferents), majoritàriament de planta baixa, per a facilitar el trasllat de mercaderies mitjançant un sistema de carrers interns, que alhora també servien de tallafocs. Les diverses solucions estructurals i els detalls ornamentals són resolts a partir d'una comprensió perfecta de la tecnologia del maó, sota una òptica tendent al funcionalisme. Les naus, de planta rectangular i amb coberta plana, són cobertes amb voltes de rajol que recolzen sobre pilars de ferro. Els arcs de descàrrega i un sistema de tirants metàl·lics contraresten les empentes laterals, que es descarreguen en uns pilars o contraforts que hi ha als murs de tancament. Aquests contraforts són acabats en pinacles, que creen un ritme vertical que contribueix a trencar-ne l'horitzontalitat. La decoració es completa a base de merlets de maó.
Les dues torres, que amaguen antics dipòsits d'aigua, marquen l'eix de simetria del conjunt. L'una situada a l'entrada, té inscrit el nom de la fàbrica en plafons de ceràmica i és rematada per una estructura de ferro. L'altra, situada a l'interior, té el dipòsit rodó a la part superior, que és rematada amb un cos format per arcs parabòlics i una coberta revestida de ceràmica.